# 心學
心學是「儒學」中宋明理學的一門學派，南宋陸九淵啟其門徑，與程頤、朱熹的「程朱理學」分庭抗禮。至明朝由王陽明（王守仁）首提「心學」兩字，至此，心學開始有清晰而獨立的學術脈絡。

## 中國心學
中國心學一般认为推本於孟子、濫觴於程顥、發揚于陆九渊，由王陽明集其大成，故稱“陆王心学”。

### 陆王心学
“陆王心学”是由儒家学者陆九渊、王阳明（王守仁）发展出来的心学的简称，或直接称“心学”；或有专门称为某哲学家的心学，如王阳明的“阳明心学”。
陆王心学与程朱理学虽同属宋明理学之下，但多有分歧。

#### 陆九渊主张
陆解说宇宙二字为：「宇宙内事乃己分内事；己分内事乃宇宙内事。」
陆主张「吾心即是宇宙」，又倡「心即理」说。断言「天理、人理、物理，只在吾心之中。人同此心，心同此理。往古来今，概莫能外。」认为治学的方法，主要是发明本心，不必多读书外求，「学苟知本，六经皆我注脚。」皆與朱熹主張大相逕庭。

#### 王守仁主张
阳明学，通常又称作王学、心学，是由明代大儒王阳明发展的儒家理学。元代以及明初以来流行的理学强调格物以穷理，王阳明强调“心即是理”，即最高的道理不需外求，而从自己心里即可得到。王阳明的主张为其学生们继承并发扬光大，其中又以泰州学派（又被称作左派王学）将其说法推向一个极端，认为由于理存在于心中，因此“人人可以成尧舜”，“天地虽大，但有一念向善，心存良知，虽凡夫俗子，皆可为圣贤”，即使不是读书人的平民百姓、也可以成为圣人。
王学这种“心即理”看法的发展，也影响了明朝晚期思想中，对于情欲的正面主张和看法。由于心即理，因此人欲与天理，不再如朱熹所认为的那样对立，因此是可以被正面接受的，这种主张的代表人物就是李贽、徐阶、张居正、唐顺之等。

##### 心本论
“心外无物”、“心外无理”
“心者身下主宰，目虽视而所以视者，心也；耳虽听而所以听者，心也；口与四肢虽言动而所以言动者，心也”，“凡知觉处便是心”（《传习录》下）。“心”即“我的灵明”，“我的灵明便是天地鬼神的主宰”，“离却我的灵明，便没有天地鬼神万物了”（同上）。“位天地，育万物，未有出于吾心之外者”（《紫阳书院集序》）。“
先生游南镇，一友人指岩中花树，问曰：‘天下无心外之物，如此花树在深山中自开自落，于我心亦何关？’先生回答说：‘你未看此花时，此花与汝心同归于寂；你来看此花时，则此花颜色一时明白起来，便知此花不在你的心外”（同上，《王文成公全书》卷三）。
“夫万事万物之理不外于吾心”，“心明便是天理”。“意在于事亲，即事亲便是一物；意在于事听言动，即事听言动便是一物。所以某说无心外之理，无心外之物”（《传习录》上），“且如事父，不成去父上求个孝的理；事君，不成去君上求个忠的理；交友治民，不成去友上民上求个信与仁的理。都只在此心，心即理也”（《传习录》下）。“心”不仅是万事万物的最高主宰，也是最普遍的伦理道德原则。

##### “知行合一”的认识论
王阳明说“知先行后”，他说：“心虽主于一身，而实管乎天下之理；理虽散在万事，而实不外于一人之心。……外心以求理，此知行之所以二也。求理于吾心，此圣门知行合一之教，吾子又何疑乎？”（《传习录》中）“知行如何分得开？”“知之真切笃实处，即是行，行之明觉精察处，即是知”（《答顾东桥书》）。“今人学问，只因知行分作两事，故有一念发动虽有不善，然却未曾行，便不去禁止”，“我今说个知行合一，正要人晓得一念发动处，便即是行了。发动处有不善，就将这不善的念克倒了，须要彻根彻底，不使一念不善潜伏在胸中，此是我立言宗旨”（《传习录》下）。实质是恪守儒家伦理，成为圣人。

### 阳明学
王阳明早年鑽研朱子學，但深受挫折，考中進士後與湛若水相交，展現出心學的傾向。其核心主张出自宋明理學著名的“龙场悟道”公案而得，提出「知行合一」與「致良知」等說，是為阳明学。其門人各放異彩，因不同方式而有不同的分類方式，黃宗羲以地域劃分，學術上有分作左右二派的觀點，但仍有不同的見解。

##### 江右学派
代表人物：聂豹、羅洪先、徐阶、张居正

##### 浙中学派
代表人物：钱德洪、王畿、唐顺之

##### 泰州学派
代表人物：王艮、李贽、何心隐、顏山農

## 朝鮮心学
朝鮮半島阳明学史要以郑齐斗为始，郑齐斗的哲学正是韩国阳明学的代表。阳明学成立以后，并不是紧接着就传给了郑齐斗，事实上，阳明学的发展史至郑齐斗的年代大约已有二百余年。这期间，中国的阳明学也非停滞不前，而是掺杂了左、右派深化的分歧现象。特别是郑齐斗在世期间，中国的阳明左派势力由强转弱。刘宗周及黄宗羲批判阳明左派衰落的现象，并建立新阳明学。在此过程中的阳明学，与初期阳明学有许多差异。

## 近当代心学

### 贺麟的“新心学”
由中国近代著名哲学家贺麟於1940年代建立，贺麟因此也成为中国近当代新儒家的代表人物之一。
“贺麟的“新心学”，是对中西文化的融通，是中国的陆王心学与西方的新黑格尔主义相结合的产物。贺麟新心学思想体系的特点之一就是调解两个对立面，使之容和合一。新黑格尔主义以主观唯心主义来代替黑格尔的客观唯心主义，以形而上学来修正黑格尔的辩证法。他的“儒家思想的新开展”的论述，知行合一新论与直觉论，‘心即理’的唯心论，构成了他哲学思想的主要部分。”
代表贺麟新心学的著作有《文化与人生》《近代唯心论简释》等。

## 延伸阅读
[在维基数据编辑]
 《欽定古今圖書集成·理學彙編·學行典·心學部》，出自陈梦雷《古今圖書集成》
- 荒木见悟：〈心学与理学 （页面存档备份，存于）〉。
- 吳震：〈晚明心学与宗教趋向 （页面存档备份，存于）〉。
- 吳震：〈心学道统论——以“颜子没而圣学亡”为中心 （页面存档备份，存于）〉。
- 杜维明：〈心学的文化与政治含义 （页面存档备份，存于）〉。
- 姜允明：〈從「陸王學派」一詞的商榷論儒佛會通 （页面存档备份，存于）〉。